# Brdów (gromada)
Brdów – dawna gromada, czyli najmniejsza jednostka podziału terytorialnego Polskiej Rzeczypospolitej Ludowej w latach 1954–1972.
Gromady, z gromadzkimi radami narodowymi (GRN) jako organami władzy najniższego stopnia na wsi, funkcjonowały od reformy reorganizującej administrację wiejską przeprowadzonej jesienią 1954 do momentu ich zniesienia z dniem 1 stycznia 1973, tym samym wypierając organizację gminną w latach 1954–1972.
Gromadę Brdów z siedzibą GRN w Brdowie utworzono – jako jedną z 8759 gromad na obszarze Polski – w powiecie kolskim w woj. poznańskim, na mocy uchwały nr 24/54 WRN w Poznaniu z dnia 5 października 1954. W skład jednostki weszły obszary dotychczasowych gromad Brdów, Brdowskie Nowiny, Psary, Radoszewice i Świętosławice ze zniesionej gminy Lubotyń w tymże powiecie. Dla gromady ustalono 18 członków gromadzkiej rady narodowej.
1 stycznia 1962 do gromady Brdów włączono obszar zniesionej gromady Mieczysławowo (bez miejscowości Góry B, Ignacewo, Nowa Wieś, Słubin, Śmielnik, Ciepliny wieś, Ciepliny kolonia, Cieplinki i Rutki) oraz obszary jezior Modzerowskie i Długie o powierzchni 220 ha z gromady Izbica Kujawska w tymże powiecie.
31 grudnia 1971 gromadę zniesiono, a jej obszar włączono do gromad: Babiak (miejscowości Brdów, Korzecznik-Podlesie, Lucynowo, Nowiny Brdowskie, Psary, Radoszewice i Stypin) i Izbica Kujawska (miejscowości Gaj Stolarski, Mieczysławowo, Modzerowo i Świętosławice) w tymże powiecie.